# Jason Pendant
Jason Pendant, né le 9 février 1997 à Sarcelles (Val-d'Oise), est un footballeur international vietnamien, qui joue au poste d'arrière latéral à Công An Hà Nội.

## Biographie

### Carrière en club
Jason Pendant prend sa première licence dans le club de sa ville natale, l'AAS Sarcelles et y reste jusqu'en 2011, à l'exception d'une courte période avec l'ESM Thillay-Vaud’herland en 2006-2007.

#### FC Sochaux-Montbéliard (2011-2020)
Repéré par le FC Sochaux-Montbéliard, il intègre le centre de formation franc-comtois en 2011. Il dispute sa première rencontre avec les Lionceaux le 18 novembre 2016, à l'occasion d'une victoire deux buts à un en Ligue 2 de son équipe contre le Tours FC, au stade Bonal. Il devient rapidement un élément fort de l'effectif sochalien, disputant sept rencontre de championnat lors de la saison 2016-2017, quatorze en 2017-2018 et trente-et-un en 2018-2019, tandis que l'arrêt des compétitions sportives pour cause de coronavirus bloque son compteur à 17 matches joués en 2019-2020. Il inscrit son seul but avec le Sochaux-Montbéliard le 23 janvier 2018 lorsque les Jaunes et Bleus s'imposent deux buts à un sur le terrain de l'US Colomiers en 16e de finale de Coupe de France,.

#### Red Bulls de New York (2020-2022)
Les Red Bulls de New York annoncent la signature de Jason Pendant le 10 mars 2020. Il fait ses débuts sous le maillot new-yorkais en déplacement face à Atlanta United le 12 juillet 2020 lors d'une victoire un but à zéro. Malgré une saison tronquée par la pandémie de Covid-19, Pendant participe à vingt-et-une rencontres en 2020. Il perd ensuite son statut en 2021 et 2022 où il joue principalement avec l'équipe réserve en USL Championship.

#### Retour en France (2022-2024)
Afin de retrouver du temps de jeu, il retourne en France et s'engage à l'US Quevilly-Rouen en Ligue 2 le 12 juillet 2022.

#### Công An Hà Nội (depuis 2024)
Il quitte l'US Quevilly-Rouen et part au Vietnam, où il signe à Công An Hà Nội le 2 août 2024 pour une durée de deux ans. 
Le 5 mai 2025, il marque son premier but pour Công An Hà Nội lors d'une victoire trois buts à zéro en V-League 1 contre Quảng Nam.

### Carrière internationale
Jason Pendant a connu seize sélections en moins de 16 ans et deux en moins de 18 avec la France. Sa mère étant d’origine vietnamienne, il a exprimé à plusieurs reprises son désir d'endosser le maillot du Viêt Nam,.
En juin 2025, Pendant est appelé pour la première fois avec l'équipe nationale du Vietnam pour le match de qualification pour la Coupe d'Asie 2027 contre la Malaisie durant lequel il est titulaire.

### Vie privée
Le 19 mars 2025, Pendant a obtenu la nationalité vietnamienne avec le nom personnel vietnamien de Cao Pendant Quang Vinh, Cao étant le nom de famille de sa mère.

## Statistiques
| Saison                | Club                   | Championnat           | Championnat | Championnat | Championnat | Coupe nationale | Coupe nationale | Coupe nationale | Coupe de la Ligue | Coupe de la Ligue | Coupe de la Ligue | Compétition(s) continentale(s) | Compétition(s) continentale(s) | Compétition(s) continentale(s) | Compétition(s) continentale(s) | Total | Total | Total |
| Saison                | Club                   | Division              | M.          | B.          | P.d.        | M.              | B.              | P.d.            | M.                | B.                | P.d.              | Comp.                          | M.                             | B.                             | P.d.                           | M.    | B.    | P.d.  |
| 2016-2017             | FC Sochaux-Montbéliard | Ligue 2               | 7           | 0           | 0           | 1               | 0               | 0               | -                 | -                 | -                 | -                              | -                              | -                              | -                              | 8     | 0     | 0     |
| 2017-2018             | FC Sochaux-Montbéliard | Ligue 2               | 14          | 0           | 0           | 4               | 1               | 1               | -                 | -                 | -                 | -                              | -                              | -                              | -                              | 18    | 1     | 1     |
| 2018-2019             | FC Sochaux-Montbéliard | Ligue 2               | 31          | 0           | 1           | -               | -               | -               | 1                 | 0                 | 0                 | -                              | -                              | -                              | -                              | 32    | 0     | 1     |
| 2019-2020             | FC Sochaux-Montbéliard | Ligue 2               | 17          | 0           | 0           | 1               | 0               | 0               | -                 | -                 | -                 | -                              | -                              | -                              | -                              | 18    | 0     | 0     |
| Sous-total            | Sous-total             | Sous-total            | 69          | 0           | 1           | 6               | 1               | 1               | 1                 | 0                 | 0                 | -                              | -                              | -                              | -                              | 76    | 1     | 2     |
| 2020                  | Red Bulls de New York  | MLS                   | 21          | 0           | 2           | -               | -               | -               | -                 | -                 | -                 | -                              | -                              | -                              | -                              | 21    | 0     | 2     |
| 2021                  | Red Bulls de New York  | MLS                   | 2           | 0           | 0           | -               | -               | -               | -                 | -                 | -                 | -                              | -                              | -                              | -                              | 2     | 0     | 0     |
| 2022                  | Red Bulls de New York  | MLS                   | 5           | 0           | 0           | 1               | 0               | 0               | -                 | -                 | -                 | -                              | -                              | -                              | -                              | 6     | 0     | 0     |
| Sous-total            | Sous-total             | Sous-total            | 28          | 0           | 2           | 1               | 0               | 0               | -                 | -                 | -                 | -                              | -                              | -                              | -                              | 29    | 0     | 2     |
| 2022-2023             | US Quevilly-Rouen      | Ligue 2               | 32          | 0           | 1           | 2               | 0               | 0               | -                 | -                 | -                 | -                              | -                              | -                              | -                              | 34    | 0     | 1     |
| 2023-2024             | US Quevilly-Rouen      | Ligue 2               | 33          | 0           | 2           | -               | -               | -               | -                 | -                 | -                 | -                              | -                              | -                              | -                              | 33    | 0     | 2     |
| Sous-total            | Sous-total             | Sous-total            | 65          | 0           | 3           | 2               | 0               | 0               | -                 | -                 | -                 | -                              | -                              | -                              | -                              | 67    | 0     | 3     |
| 2024-2025             | Cong An Ha Noi         | V.League 1            | 24          | 1           | 0           | 4               | 0               | 2               | -                 | -                 | -                 | CC                             | 9                              | 1                              | 0                              | 37    | 2     | 2     |
| Total sur la carrière | Total sur la carrière  | Total sur la carrière | 186         | 1           | 6           | 13              | 1               | 3               | 1                 | 0                 | 0                 | -                              | 9                              | 1                              | 0                              | 209   | 3     | 9     |

## Palmarès
Il remporte la Coupe Gambardella avec l'équipe des moins de 19 ans du FC Sochaux-Montbéliard en 2015.